# كيت داغينيه
كيت داغينيه هي سائقة زلاجة ‏ كندية، ولدت في 5 أغسطس 1969 في كيبك في كندا.